# Tribunal Arbitral do Esporte
O Tribunal Arbitral do Esporte (português brasileiro) ou Tribunal Arbitral do Desporto (português europeu) (Tribunal arbitral du sport ou TAS em francês) é um tribunal internacional que regulamenta disputas relativas a esportes.

## Localização
A sede do tribunal fica na cidade de Lausanne, com cortes adicionais localizadas em Nova Iorque e Sydney, bem como nas cidades que sediam os Jogos Olímpicos durante a realização destes.

## História
Em 1984, o tribunal foi criado pelo então presidente do Comitê Olímpico Internacional, Juan Antonio Samaranch, sendo um departamento da organização.
Em 1994, a Suprema Corte da Suíça recebeu um apelo contra o TAS, questionando sua imparcialidade quanto a questões relativas ao COI. A Corte estabeleceu que o TAS era um tribunal legítimo, porém recomendou uma maior independência em relação ao COI. O TAS então se separou do COI, tornando-se um tribunal independente.

## Funcionamento
O TAS regulamenta disputas entre partes que não estejam no mesmo país, como Comitês Olímpicos, o COI, federações esportivas, clubes, atletas.
Dentre os casos mais comuns, estão as disputas relativas às transferências internacionais de 
futebolistas e casos de doping.

## Casos famosos
- O TAS manteve o Porto na Liga dos Campeões da UEFA de 2008-09 [1]
- Suspendeu o velocista Justin Gatlin [2]
- Declarou que Gibraltar deveria ser aceito na UEFA.[3]
- Absolveu a nadadora Rebeca Gusmão de um julgamento por doping por considerar não ter jurisdição sobre o caso.[4]
- Absolveu o treinador Carlos Queiroz das sanções impostas pelo Governo Português e pela Federação Portuguesa de Futebol, por interferir no processo de anti-dopagem à Selecção Portuguesa de Futebol e insultar o Comitê Português de Anti-Dopagem.